# Пьерре, Огюст
Огюст Жан Пьер Пьерре (фр. Auguste Jean Pierre Pierret; 20 мая 1874, Баньер-де-Бигор — 30 июля 1916) — французский пианист.
Сын скрипача, получил первые уроки музыки у своего отца. Окончил Парижскую консерваторию, ученик Луи Дьемера.
Наиболее известен как участник премьеры Концерта для фортепиано, скрипки и струнного квартета Эрнеста Шоссона, состоявшейся 4 марта 1892 года в Брюсселе под руководством Эжена Изаи: первоначально намеченный исполнитель отказался от участия за три недели до выступления, сославшись на трудность партии, и Венсан д’Энди, готовивший премьеру в отсутствие отправившегося на отдых автора, обратился к Дьемеру с просьбой предоставить для концерта своего лучшего ученика. Под впечатлением от успеха премьерного концерта Шоссон в дальнейшем посвятил Пьерре свой фортепианный квартет Op. 30 (1897), впервые исполненный Пьерре и музыкантами из квартета Армана Парана (помимо самого Парана, альтист Фредерик Денайе и виолончелист Шарль Баретти) 2 апреля 1898 г. в Париже. Пьерре также был первым исполнителем фортепианной пьесы Шоссона «Пейзаж» (13 февраля 1897 г.).
В дальнейшем, вплоть до начала Первой мировой войны, выступал как пропагандист новейшей французской музыки за рубежом, в том числе в Германии, Венгрии и России, где дал ряд концертов в 1910 году в Санкт-Петербурге. В то же время критика нередко встречала выступления Пьерре без энтузиазма — так, его исполнение Четвёртого концерта Бетховена в 1906 году один из рецензентов охарактеризовал как «холодное, сухое и претенциозное».
Пьерре также учился у Шоссона композиции и написал ряд фортепианных и вокальных сочинений, в том числе романс «Сплин» на стихи Поля Верлена.